# Đệ nhất phu nhân Djibouti
Đệ nhất phu nhân Djibouti là vợ/chồng của Tổng thống Djibouti. Đệ nhất phu nhân hiện tại là Kadra Mahamoud Haid, vợ của Tổng thống Ismaïl Omar Guelleh. Guelleh nhậm chức vào ngày 8 tháng 5 năm 1999.
Haid giữ ảnh hưởng đáng kể trong chính trị quốc gia Djiboutian. Theo tạp chí Châu Phi Intelligence, Kadra Mahamoud Haid giữ chức phó chủ tịch thực tế của Djibouti trong chính phủ của chồng.

## Đệ nhất phu nhân của Djibouti
| Tên                     | Chân dung | Thời hạn bắt đầu        | Thời hạn kết thúc       | Chủ tịch của Djibouti | Ghi chú |
| ----------------------- | --------- | ----------------------- | ----------------------- | --------------------- | --- |
| Aicha Bogoreh           |           | 27 tháng 6 năm 1977     | Ngày 8 tháng 5 năm 1999 | Hassan Gouled Aptidon | Bogoreh tập trung vào quyền của phụ nữ trong nhiệm kỳ của mình với tư cách là đệ nhất phu nhân nhậm chức của đất nước. Bà mất năm 2001 sau khi rời văn phòng. |
| Kadra Mahamoud trả tiền |           | Ngày 8 tháng 5 năm 1999 | Đương nhiệm             | Ismaïl Omar Guelleh   | Theo các nhà quan sát, Haid "hoạt động như một loại phó tổng thống".                                                                                          |